# Youドキッ!たいむ
『Youドキッ!たいむ』（ユードキッ!たいむ）は、富山テレビで2001年4月2日から2014年3月28日まで生放送されていた夕方ワイド番組である。最終金曜日は16時からの拡大放送となっていた。

## 概要
- 夕方に富山県のレストランやスポットなどの情報を送る番組である。名前の由来は、『夕方の時間』を意味する『夕どき』と『ドキドキ』から。

- 2006年3月31日までは16:55 - 文化芸能部直前（概ね17:35くらいまで）の放送であった。

- 毎日プレゼントの募集をする。2006年までは冒頭で今日のニュース・BBTスーパーニュースの予告をしていた。2011年春からは再びニュースを伝えるようになった。この番組ではテーマを決めてFAX・メールを募集していたが、2011年春のリニューアルを機に終了した。

- 地上アナログ放送では長らく4:3サイドカットだったが、2010年7月5日放送分より16：9レターボックス映像に移行した。

- 2011年3月28日から2012年3月30日までは16:25からの放送となり、『いっちゃん☆KNB』と同時スタートとなったが、4月2日放送から16:30からの放送に戻された。コンプレックスで16:54を境に第1部「Youドキッ!たいむ」と第2部「FNN/BBTスーパーニュース」に分かれる。第2部はさらにFNNスーパーニュース（前編）とBBTスーパーニュース（後編）に区分けされるので実質3部構成である。

- 2012年4月以降、FNNスーパーニュース18時台（17:54 - 18:15）と「トク選』→「ニュース」をステブレレスでネット（ただし、2012年4月6日 - 9月28日は金曜のみ「トク選」を非ネットとした）。2011年3月までは17時台もステブレレスだったが、4月以降は17時台開始前にCMが挿入されるようになった。

- 2013年9月30日から再度16:25開始となった。

- 2014年3月28日放送分をもって終了し、翌週3月31日から2015年3月27日までは後継番組『BBTスーパーニュース チャンネル8』（16:30 - 18:55）を開始した。

## 出演者

### MC
- 三都井美衣
- 伊藤恵祐

### コーナー担当
- 鎌田紗綾
- 豊田麻衣
- 谷藤博美
- ハイキングウォーキング（メンバーの松田洋昌が富山県出身であることから出演）

ほか

### 歴代の出演者
司会者
- 森幸恵（2003年）
- 波多江良一（2003年）
- 森和彦（2005年）
- 中村理恵（2005年）
- 吉村尚郎（よっしー）
- 加藤美由紀（かとちゃん）
- 谷優子

コーナー担当
- 手塚多美（2004年）
- 波多江良一（2004年）
- 秋保由実（2008年1月）
- 後藤真弥
- 後藤崇太
- 大村正樹
- 中斉舞
- 有地佐哉香
- 松葉沙矢佳

ほか

## 主なコーナー
- ドキッ!ちゅ～
- Youドキッ!グルメMAP
- シネマたいむ（公開直前のお薦め映画を紹介）。
- ハイキングウォーキングの自慢探しの旅 → 自慢百裂拳（ハイキングウォーキングが、県内市町村を散策し、その町の自慢などを地元の人に聞きながら旅をする）。
- Youドキッ!ジャンケン（2013年10月7日より始まったデータ放送連動コーナーで、ドキッ!チャレの事実上の後継コーナーでもある。コーナーが開始されると自動的に専用データ放送が表示され、グー・チョキ・パーの中から勝つと思う手をリモコンの色ボタンで選択し、勝つと5ポイント、あいこで3ポイント、負けると1ポイント貰える。1ヶ月で設定されたポイントに達成するとプレゼント応募に必要なキーワードがデータ放送に表示される。）
- トコ調
- Youドキッ!わんこ富山の旅
- よしえ・ゆうこ・なみこのおんな旅（2011年4月22日から開始。番組MCの三都井と谷とフリーアナウンサーの廣川奈美子の3人が、サポーターの伊藤と共に富山のあらゆる所を旅する）
- いただきます!中継
- SORAナビ

など

### 過去のコーナー
- ドキッ!チャレ（視聴者参加型クイズ。開始当初はあみだくじのように繋がった線に到達した賞品が貰え、途中に出てくる黒の隠しであみだくじがどこに到達しているのかが分からなくなるという仕掛けがあり、2代目ではその日の番組に関連したキーワードを言った後にプレゼントを獲得できる権利が得られ、よっしーボックスとかとちゃんボックスのうち一つを選択してボックスの中身の賞品を獲得できるルールに、3代目はコーナー名が『合わせてラッキー! ドキッ!チャレ』となり、神経衰弱方式の好きな賞品のカードを二枚選んで揃った賞品を獲得できるルールに変更となっている。全てハズレの場合は富山テレビのノベルティグッズが貰える。）
- きょうのへそ
- よっしー愛の小ワザ（おなじみ料理に一工夫を加えたメニューと調理法を紹介）
- 加藤美由紀のキッチン大好き!（おなじみ料理に一工夫を加えたメニューと調理法を紹介。「よっしー愛の小ワザ」の後継コーナー）
- かとちゃんの台所道
- ふるみしゅらん
- 金曜中継
- ハイキングウォーキングの空き缶拾いの旅（ハイキングウォーキングが、県内の市町村をごみ拾いしながら散策する）
- まさみんのお作法美人
- 伊藤の道も一歩から
- とやまランチMAP（県内お薦めのランチスポットをリポート）
- ecoドキッ!
- 尾山春枝さんのお魚教室

など

## 主題歌・挿入歌
- プレゼント / JITTERIN’JINN（ジッタリン・ジン）

## 番組のコラボレーション
- 富山民放3局共同キャンペーン テレビはイ・ロ・ハ!?のPRを兼ねて、2013年1月25日に北日本放送のいっちゃん☆KNBとコラボ生中継を行った。